# زردین
زردین روستایی در دهستان زردین بخش نیر شهرستان تفت استان یزد ایران است.
زردین مرکز دهستان زردین می باشد و این دهستان بزرگترین دهستان استان یزد می باشد . دهستان زردین شامل روستا های زردین ، باغمیان ، دره گل ، میرهاشم ، سنگدراز ، درب باغ ، مزرعه حاج محمد جعفر ، مزرعه خان ، چاهوک ، پندر ، مزرعه آقا بزرگی ، ربیع آباد می باشد.

## جمعیت
بر پایه سرشماری عمومی نفوس و مسکن در سال ۱۳۹۵ جمعیت این روستا ۵۵۶ نفر (۲۱۰خانوار) بوده‌است.

## موقعیت جغرافیایی
ارتفاع تقریبی از سطح دریا حدود ۲۲۰۰متر می‌باشداین روستا آب و هوای تقریباً «گرم و خشکی دارد. اما مانند اکثر روستاهای شهرستان تفت جزء مناطق ییلاقی استان یزد به شمار می‌رود. قسمت شمالی دهستان تقریباً» کوهستانی است و از جمله بلندترین این قله‌ها کوه آدرشک با ارتفاع ۳۶۰۰متر و کوه زیبای خیبر با ارتفاع ۳۰۰۰ متر می‌باشد که در ادامه سلسله جبال شیرکوه قراردارند.

## ورزش
مردم روستای زردین مخصوصا جوانان این روستا همیشه از مسابقات ورزشی حمایت میکنند .
با وجود سالن ورزشی در زردین ، این روستا میزبان مسابقات ورزشی دهستان زردین است و هرساله شاهد برکزاری مسابقات فوتسال و والیبال این دهستان در سالن ورزشی زردین هستیم.
از تیم های فوتسال این روستا میتوانیم از تیم شهید چمران یاد کنیم.
تیم شهید چمران سابقه قهرمانی در جام فوتسال دهستان زردین را دارد و همیشه از مدعیان قهرمانی این جام است.